# Nedo Fagni
Nedo Fagni (* 6. April 1931 in Larciano; † 11. August 2020) war ein italienischer Radrennfahrer und nationaler Meister im Radsport.

## Sportliche Laufbahn
Fagni war im Straßenradsport aktiv. Die nationale Meisterschaft im Straßenrennen der Amateure gewann er 1958. Fagni gewann in Italien eine Reihe von Eintagesrennen. Darunter war der Sieg im international bedeutendsten Amateurrennen Italiens Gran Premio della Liberazione 1958. 
Er wurde 1959 Berufsfahrer und blieb bis 1960 im Radsport aktiv. Nach seiner sportlichen Karriere machte er sich als Schuhdesigner einen Namen.